# Élections départementales de 2015 dans le Rhône
Les élections départementales ont lieu les 22 et 29 mars 2015.
Ces élections concernent le département du Rhône tel que redécoupé le 1er janvier 2015 par la création de la métropole de Lyon.

## Contexte départemental

### Situation politique

#### Redécoupage et métropole de Lyon
Le détachement de la métropole de Lyon du département du Rhône crée une situation unique en France et redistribue les cartes dans le département puisque les cantons situés sur le territoire de la métropole ont disparu au 1er janvier 2015.
De plus, la carte des cantons a été redécoupée avec l'introduction du mode de scrutin binominal : les nouveaux cantons ont une population plus homogène et comptent tous 30 000 habitants environ.
Ainsi, à l'issue de ces élections, le Rhône comptera 13 cantons et 26 conseillers départementaux contre  54 lors des élections précédentes.

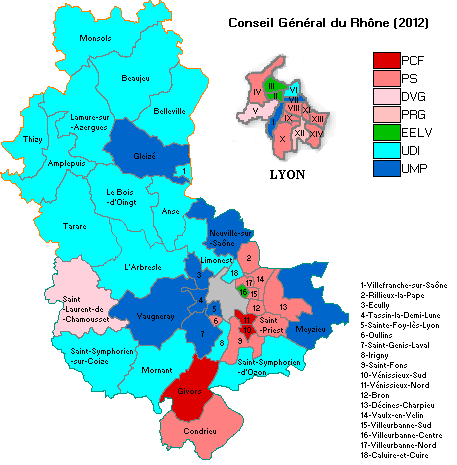
Couleur politique des cantons du Rhône avant 2015.

#### Droite: duel entre UMP et UDI
Malgré la présence de binômes communs dans certains cantons comme dans celui de Villefranche-sur-Saône, l'UMP et l'UDI s'affrontent pour la présidence du futur conseil départemental et chacun a son candidat pour la présidence du conseil : Christophe Guilloteau pour l'UMP et Daniel Pomeret pour l'UDI, l'actuelle présidente Danielle Chuzeville, ne se représentant pas, tout comme son prédécesseur Michel Mercier,.
Le bilan de la présidente sortante est critiquée en raison notamment de la dérive des coûts du musée des Confluences et par les emprunts toxiques.
Le découpage électoral tel qu'il a été conçu par Michel Mercier est favorable à l'UDI mais le scrutin est relativement ouvert pour l'UMP et il est possible que les deux formations arrivent à égalité.

#### Gauche: le PS en grande difficulté
Le nouveau découpage départemental n'est pas favorable à la gauche et au Parti socialiste en particulier, allié avec le Parti radical de gauche. Le département est par ailleurs traditionnellement acquis à la droite et au centre,.
La majorité des cantons détenus par la gauche depuis les dernières élections ont été supprimés à la suite de la création de la métropole de Lyon et seuls quelques candidats peuvent espérer tirer leur épingle du jeu en misant sur leur nom et fédérer au-delà de leur étiquette. Le Parti socialiste espère sauver ses deux conseillers sortants, Bernard Chaverot et Bernard Catelon, respectivement candidats dans les cantons de L'Arbresle et de Mornant, et par conséquent faire entrer au conseil départemental leur colistières respectifs. Le Front de gauche et Europe Écologie Les Verts ont décidé de présenter des candidatures communes dans plusieurs cantons mais n'ont guère plus de chance que le PS dans ce département,.
Dans les cantons de L'Arbresle, Brignais, Mornant et Vaugneray, des candidatures commune au Front de gauche, à Europe Écologie Les Verts et divers gauche sont présentes sous le nom « Alternative citoyenne pour l'Ouest lyonnais » (ACOL).

#### Front national
Sans aucun élu dans le conseil général sortant, le Front national présente des candidats dans les 13 cantons et pourrait arriver en tête dans certains en profitant de ses résultats aux dernières élections européennes où il est arrivé en tête dans sept communes du Beaujolais, bien que ses chances d'avoir un siège dans la nouvelle assemblée restent faibles,,,.

#### Autres formations
Initialement, l'Union démocratique des musulmans de France (UDMF) devait présenter des candidats dans le département mais s'est finalement retirée.

### Assemblée départementale sortante
Avant les élections, le conseil général du Rhône est présidé par Danielle Chuzeville (UDI) depuis 2013, date à laquelle elle a remplacé Michel Mercier (UDI) qui était président du conseil général depuis 1990 et qui a démissionné en raison d'une situation de cumul des mandats. Avant la création de la métropole de Lyon, il comprenait 54 conseillers généraux issus des 54 cantons du Rhône.
| Parti                                | Sigle | Sigle | Élus |
| ------------------------------------ | ----- | ----- | ---- |
| Majorité (28 sièges)                 |       |       |      |
| Union des démocrates et indépendants |       | UDI   | 18   |
| Union pour un mouvement populaire    |       | UMP   | 10   |
| Opposition (26 sièges)               |       |       |      |
| Parti socialiste                     |       | PS    | 20   |
| Parti communiste français            |       | PCF   | 3    |
| Europe Écologie Les Verts            |       | EÉLV  | 3    |
| Président du conseil général         |       |       |      |
| Danielle Chuzeville (UDI)            |       |       |      |

Depuis la création de la métropole de Lyon, il comprend 23 conseillers généraux issus des 23 cantons du Rhône, les cantons situés intégralement dans le territoire de la métropole ayant été supprimés et ceux situés à cheval entre le département et la métropole sont conservés jusqu'aux élections.
| Parti                                | Sigle | Sigle | Élus |
| ------------------------------------ | ----- | ----- | ---- |
| Majorité (14 sièges)                 |       |       |      |
| Union des démocrates et indépendants |       | UDI   | 14   |
| Union pour un mouvement populaire    |       | UMP   | 4    |
| Opposition (4 sièges)                |       |       |      |
| Parti socialiste                     |       | PS    | 4    |
| Non-inscrit (1 siège)                |       |       |      |
| Force européenne démocrate           |       | FED   | 1    |
| Président du conseil général         |       |       |      |
| Danielle Chuzeville (UDI)            |       |       |      |

### Assemblée départementale élue
Après le redécoupage cantonal de 2014, ce sont 26 conseillers départementaux qui seront élus au sein des 13 nouveaux cantons du Rhône.
| Parti                                | Sigle | Sigle | Élus |
| ------------------------------------ | ----- | ----- | ---- |
| Majorité (24 sièges)                 |       |       |      |
| Union pour un mouvement populaire    |       | UMP   | 15   |
| Union des démocrates et indépendants |       | UDI   | 7    |
| Divers droite                        |       | DVD   | 2    |
| Opposition (2 sièges)                |       |       |      |
| Parti socialiste                     |       | PS    | 1    |
| Parti radical de gauche              |       | PRG   | 1    |
| Président du conseil départemental   |       |       |      |
| Christophe Guilloteau (UMP)          |       |       |      |

## Résultats à l'échelle du département

### Résultats par nuances du ministère de l'Intérieur
Les nuances utilisées par le ministère de l'Intérieur ne tiennent pas compte des alliances locales.
| Binômes     | Binômes            | Premier tour | Premier tour | Second tour | Second tour | Sièges |
| Binômes     | Binômes            | Voix         | %            | Voix        | %           | Sièges |
| ----------- | ------------------ | ------------ | ------------ | ----------- | ----------- | ------ |
|             | UMP                | 32 175       | 21,74        | 49 473      | 35,77       | 12     |
|             | UDI                | 20 627       | 13,94        | 21 166      | 15,31       | 6      |
|             | Union de la droite | 10 341       | 6,99         | 16 032      | 11,59       | 6      |
|             | DVD                | 4 911        | 3,32         |             |             |        |
|             | UC                 | 1 829        | 1,24         |             |             |        |
|             | DLF                | 952          | 0,64         |             |             |        |
| Droite      | Droite             | 70 835       | 47,86        | 86 671      | 62,67       | 24     |
|             |                    |              |              |             |             |        |
|             | FN                 | 42 346       | 28,61        | 44 227      | 31,98       | 0      |
|             |                    |              |              |             |             |        |
|             | PS                 | 18 046       | 12,19        | 7 395       | 5,35        | 2      |
|             | DVG                | 13 692       | 9,25         |             |             |        |
|             | FG                 | 1 875        | 1,27         |             |             |        |
|             | EÉLV               | 1 219        | 0,82         |             |             |        |
| Gauche      | Gauche             | 34 832       | 23,53        | 7 395       | 5,35        | 2      |
|             |                    |              |              |             |             |        |
| Inscrits    | Inscrits           | Inscrits     | 313 765      | 100,00      | 313 750     | 100,00 |
| Abstentions | Abstentions        | Abstentions  | 160 181      | 51,05       | 161 492     | 51,17  |
| Votants     | Votants            | Votants      | 153 584      | 48,95       | 152 258     | 48,53  |
| Blancs      | Blancs             | Blancs       | 3 959        | 1,26        | 10 456      | 3,33   |
| Nuls        | Nuls               | Nuls         | 1 612        | 0,51        | 3 509       | 1,12   |
| Exprimés    | Exprimés           | Exprimés     | 148 013      | 47,17       | 138 293     | 44,08  |

### Résultats par candidatures
| Binômes        | Binômes        | Binômes              | Candidatures | Binômes qualifiés au second tour | Binômes élus |
| -------------- | -------------- | -------------------- | ------------ | -------------------------------- | ------------ |
|                |                | FG                   | 4            | 0                                | —            |
|                |                | FG-DVG               | 1            | 0                                | —            |
|                |                | PS                   | 2            | 0                                | —            |
|                |                | PS-PRG               | 2            | 1                                | 1            |
|                |                | PS-DVG               | 6            | 0                                | —            |
|                |                | DVG (dont ACOL)      | 2            | 0                                | —            |
|                |                | EÉLV                 | 2            | 0                                | —            |
|                |                | EÉLV-FG (dont ACOL)  | 1            | 0                                | —            |
|                |                | EÉLV-DVG (dont ACOL) | 3            | 0                                | —            |
| Gauche         | Gauche         | Gauche               | 23           | 1                                | 1            |
|                |                |                      |              |                                  |              |
|                |                | UMP                  | 8            | 6                                | 6            |
|                |                | UMP-UDI              | 2            | 2                                | 2            |
|                |                | UMP-DVD              | 2            | 2                                | 1            |
|                |                | UDI                  | 4            | 2                                | 2            |
|                |                | UDI-DVD              | 3            | 1                                | 1            |
|                |                | DVD                  | 3            | 0                                | —            |
|                |                | DLF                  | 2            | 0                                | —            |
| Droite         | Droite         | Droite               | 24           | 13                               | 12           |
|                |                |                      |              |                                  |              |
|                |                | FN                   | 11           | 10                               | 0            |
|                |                | FN-MPF               | 1            | 1                                | 0            |
|                |                | FN-SIEL              | 1            | 1                                | 0            |
| Extrême droite | Extrême droite | Extrême droite       | 13           | 12                               | 0            |

### Analyses

#### Premier tour
Ce premier tour a été marqué par une forte poussée de l'UMP et du FN dans un département traditionnellement acquis au centre et à l'UDI. Le FN arrive en tête avec 28,61 % des voix, suivi par l'UMP  et l'UDI avec environ 20 % des voix chacun.
Un second tour sera organisé dans tous les cantons, avec deux listes à chaque fois. Le FN sera présent dans 12 des 13 cantons et affrontera dans la majorité des cas l'UMP sauf dans le canton de L'Arbresle où il affrontera le PS et dans les cantons de Belleville et Vaugneray où il affrontera l'UDI. Dans le seul canton où le FN est éliminé au 1er tour, celui d'Anse, le 2e tour verra un duel entre l'UMP et l'UDI.
Le taux de participation était de 22,17 % à 12 h et de 44,99 % à 17 h,.

#### Second tour
Le second tour voit la victoire de l'UMP dans neuf cantons (en intégrant les binômes d'union de la droite avec l'UDI et ceux avec des candidats divers droite), permettant à l'UMP de prendre pour la première fois de son histoire le département aux centristes de l'UDI. Ce dernier remporte trois cantons (Anse, Belleville et Vaugneray) et le Parti socialiste, déjà fortement diminué par les éliminations du 1er tour et la suppression des cantons du Grand Lyon à la suite de la création de la métropole de Lyon, territoire où le Parti socialiste est implanté depuis de nombreuses années, ne remporte qu'un seul canton, celui de L'Arbresle, avec un binôme PS-PRG.
Le Front national a été battu dans tous les cantons où il s'était qualifié pour le 2d tour et ne dispose d'aucun élu.
Le taux de participation était de 19,15 % à 12 h et de 41,84 % à 17 h,.

### Résultats par canton
| Canton                      | Conseiller sortant         | Parti            | Parti       | Conseiller élu        | Parti           | Parti           |
| --------------------------- | -------------------------- | ---------------- | ----------- | --------------------- | --------------- | --------------- |
| Amplepuis                   | Danielle Chuzeville*       |                  | UDI         | Canton supprimé       | Canton supprimé | Canton supprimé |
| Anse                        | Daniel Pomeret             |                  | UDI         | Pascale Bay           |                 | DVD             |
| Anse                        | Daniel Pomeret             | Daniel Pomeret   | UDI         |                       | UDI             |                 |
| L'Arbresle                  | François Baraduc*          |                  | UDI         | Bernard Chaverot      |                 | PRG             |
| L'Arbresle                  | François Baraduc*          | Sheila Mc Carron | UDI         |                       | PS              |                 |
| Beaujeu                     | Frédéric Miguet*           |                  | UDI         | Canton supprimé       | Canton supprimé | Canton supprimé |
| Belleville                  | Bernard Fialaire           |                  | UDI         | Bernard Fialaire      |                 | UDI             |
| Belleville                  | Bernard Fialaire           | Évelyne Geoffray | UDI         |                       | UDI             |                 |
| Le Bois-d'Oingt             | Charles Bréchard*          |                  | UDI         | Antoine Duperray      |                 | UMP             |
| Le Bois-d'Oingt             | Charles Bréchard*          | Martine Publié   | UDI         |                       | UMP             |                 |
| Brignais                    | Canton créé                | Canton créé      | Canton créé | Christiane Agarrat    |                 | UMP             |
| Brignais                    | Canton créé                | Canton créé      | Canton créé | Christophe Guilloteau |                 | UMP             |
| Bron                        | Annie Guillemot*           |                  | PS          | Canton supprimé       | Canton supprimé | Canton supprimé |
| Caluire-et-Cuire            | Alain Jeannot*             |                  | UDI         | Canton supprimé       | Canton supprimé | Canton supprimé |
| Condrieu                    | Bernard Catelon            |                  | PS          | Canton supprimé       | Canton supprimé | Canton supprimé |
| Décines-Charpieu            | Jérôme Sturla*             |                  | PS          | Canton supprimé       | Canton supprimé | Canton supprimé |
| Écully                      | Éric Poncet*               |                  | UMP         | Canton supprimé       | Canton supprimé | Canton supprimé |
| Genas                       | Canton créé                | Canton créé      | Canton créé | Christiane Guicherd   |                 | UMP             |
| Genas                       | Canton créé                | Canton créé      | Canton créé | Daniel Valéro         |                 | UMP             |
| Givors                      | Martial Passi*             |                  | PCF         | Canton supprimé       | Canton supprimé | Canton supprimé |
| Gleizé                      | Michel Thien               |                  | UMP         | Sylvie Épinat         |                 | UMP             |
| Gleizé                      | Michel Thien               | Michel Thien     | UMP         |                       | UMP             |                 |
| Irigny                      | Jean-Luc da Passano*       |                  | UDI         | Canton supprimé       | Canton supprimé | Canton supprimé |
| Lamure-sur-Azergues         | Denis Longin*              |                  | UDI         | Canton supprimé       | Canton supprimé | Canton supprimé |
| Limonest                    | Max Vincent*               |                  | UDI         | Canton supprimé       | Canton supprimé | Canton supprimé |
| Lyon-I                      | Albéric de Lavernée*       |                  | UMP         | Canton supprimé       | Canton supprimé | Canton supprimé |
| Lyon-II                     | Gilles Buna*               |                  | EÉLV        | Canton supprimé       | Canton supprimé | Canton supprimé |
| Lyon-III                    | Raymonde Poncet*           |                  | EÉLV        | Canton supprimé       | Canton supprimé | Canton supprimé |
| Lyon-IV                     | Marc Feuillet*             |                  | PS          | Canton supprimé       | Canton supprimé | Canton supprimé |
| Lyon-V                      | Thomas Rudigoz*            |                  | DVG         | Canton supprimé       | Canton supprimé | Canton supprimé |
| Lyon-VI                     | Jean-Jacques David*        |                  | UDI         | Canton supprimé       | Canton supprimé | Canton supprimé |
| Lyon-VII                    | Dominique Nachury*         |                  | UMP         | Canton supprimé       | Canton supprimé | Canton supprimé |
| Lyon-VIII                   | Thierry Philip*            |                  | PS          | Canton supprimé       | Canton supprimé | Canton supprimé |
| Lyon-IX                     | Sandrine Runel*            |                  | PS          | Canton supprimé       | Canton supprimé | Canton supprimé |
| Lyon-X                      | Jean-Pierre Flaconnèche*   |                  | PS          | Canton supprimé       | Canton supprimé | Canton supprimé |
| Lyon-XI                     | Jean-Michel Daclin*        |                  | PS          | Canton supprimé       | Canton supprimé | Canton supprimé |
| Lyon-XII                    | Louis Pelaez*              |                  | PRG         | Canton supprimé       | Canton supprimé | Canton supprimé |
| Lyon-XIII                   | Najat Vallaud-Belkacem*    |                  | PS          | Canton supprimé       | Canton supprimé | Canton supprimé |
| Lyon-XIV                    | Christian Coulon*          |                  | PS          | Canton supprimé       | Canton supprimé | Canton supprimé |
| Meyzieu                     | Christiane Guicherd        |                  | UMP         | Canton supprimé       | Canton supprimé | Canton supprimé |
| Monsols                     | Daniel Martin*             |                  | UDI         | Canton supprimé       | Canton supprimé | Canton supprimé |
| Mornant                     | Paul Delorme*              |                  | UDI         | Christiane Jury       |                 | UMP             |
| Mornant                     | Paul Delorme*              | Renaud Pfeffer   | UDI         |                       | UMP             |                 |
| Neuville-sur-Saône          | Paul Laffly*               |                  | UMP         | Canton supprimé       | Canton supprimé | Canton supprimé |
| Oullins                     | Jean-Louis Ubaud*          |                  | PS          | Canton supprimé       | Canton supprimé | Canton supprimé |
| Rillieux-la-Pape            | Renaud Gauquelin*          |                  | PS          | Canton supprimé       | Canton supprimé | Canton supprimé |
| Sainte-Foy-lès-Lyon         | Jean-Paul Delorme*         |                  | UMP         | Canton supprimé       | Canton supprimé | Canton supprimé |
| Saint-Fons                  | Jacqueline Vottero*        |                  | PS          | Canton supprimé       | Canton supprimé | Canton supprimé |
| Saint-Genis-Laval           | Christophe Guilloteau      |                  | UMP         | Canton supprimé       | Canton supprimé | Canton supprimé |
| Saint-Laurent-de-Chamousset | Bernard Chaverot           |                  | PRG         | Canton supprimé       | Canton supprimé | Canton supprimé |
| Saint-Priest                | Évelyne Fontaine*          |                  | PS          | Canton supprimé       | Canton supprimé | Canton supprimé |
| Saint-Symphorien-d'Ozon     | Raymond Durand*            |                  | UDI         | Jean-Jacques Brun     |                 | UMP             |
| Saint-Symphorien-d'Ozon     | Raymond Durand*            | Mireille Simian  | UDI         |                       | UMP             |                 |
| Saint-Symphorien-sur-Coise  | Maurice Cellier*           |                  | UDI         | Canton supprimé       | Canton supprimé | Canton supprimé |
| Tarare                      | Jacques Larrochette*       |                  | UDI         | Annick Guinot         |                 | DVD             |
| Tarare                      | Jacques Larrochette*       | Bruno Peylachon  | UDI         |                       | UMP             |                 |
| Tassin-la-Demi-Lune         | Pascal Charmot*            |                  | UMP         | Canton supprimé       | Canton supprimé | Canton supprimé |
| Thizy                       | Michel Mercier*            |                  | UDI         | Canton supprimé       | Canton supprimé | Canton supprimé |
| Thizy-les-Bourgs            | Canton créé                | Canton créé      | Canton créé | Colette Darphin       |                 | UDI             |
| Thizy-les-Bourgs            | Canton créé                | Canton créé      | Canton créé | Didier Fournel        |                 | UMP             |
| Vaugneray                   | Georges Barriol*           |                  | UMP         | Claude Goy            |                 | UDI             |
| Vaugneray                   | Georges Barriol*           | Daniel Jullien   | UMP         |                       | UDI             |                 |
| Vaulx-en-Velin              | Stéphane Gomez*            |                  | PS          | Canton supprimé       | Canton supprimé | Canton supprimé |
| Vénissieux-Nord             | Christian Falconnet*       |                  | PCF         | Canton supprimé       | Canton supprimé | Canton supprimé |
| Vénissieux-Sud              | Marie-Christine Burricand* |                  | PCF         | Canton supprimé       | Canton supprimé | Canton supprimé |
| Villefranche-sur-Saône      | Jean-Jacques Pignard*      |                  | UDI         | Béatrice Berthoux     |                 | UMP             |
| Villefranche-sur-Saône      | Jean-Jacques Pignard*      | Thomas Ravier    | UDI         |                       | UDI             |                 |
| Villeurbanne-Centre         | Béatrice Vessiller*        |                  | EÉLV        | Canton supprimé       | Canton supprimé | Canton supprimé |
| Villeurbanne-Nord           | Gilbert-Luc Devinaz*       |                  | PS          | Canton supprimé       | Canton supprimé | Canton supprimé |
| Villeurbanne-Sud            | Claire Le Franc*           |                  | PS          | Canton supprimé       | Canton supprimé | Canton supprimé |

* Conseillers généraux sortants ne se représentant pas

## Résultats par canton

### Canton d'Anse
| Candidats            | Candidats           | Partis      | Partis      | Premier tour | Premier tour | Second tour | Second tour |
| Candidats            | Candidats           | Partis      | Partis      | Voix         | %            | Voix        | %           |
| -------------------- | ------------------- | ----------- | ----------- | ------------ | ------------ | ----------- | ----------- |
| 1                    | Murielle Fert       |             | FG          | 1 875        | 14,64        |             |             |
| 1                    | Stéphane Tourneux   |             | FG          | 1 875        | 14,64        |             |             |
| 2                    | Pascale Bay         |             | DVD         | 4 439        | 34,65        | 5 939       | 57,83       |
| 2                    | Daniel Pomeret*     |             | UDI         | 4 439        | 34,65        | 5 939       | 57,83       |
| 3                    | Christian Gallet    |             | DVD         | 3 300        | 25,76        | 4 331       | 42,17       |
| 3                    | Claire Peigné       |             | UMP         | 3 300        | 25,76        | 4 331       | 42,17       |
| 4                    | Sandrine Chevillard |             | FN          | 3 196        | 24,95        |             |             |
| 4                    | Daniel Chimchirian  |             | FN          | 3 196        | 24,95        |             |             |
|                      |                     |             |             |              |              |             |             |
| Inscrits             | Inscrits            | Inscrits    | Inscrits    | 27 114       | 100,00       | 27 114      | 100,00      |
| Abstentions          | Abstentions         | Abstentions | Abstentions | 13 829       | 51,00        | 15 640      | 57,68       |
| Votants              | Votants             | Votants     | Votants     | 13 285       | 49,00        | 11 474      | 42,32       |
| Blancs               | Blancs              | Blancs      | Blancs      | 326          | 2,45         | 946         | 8,24        |
| Nuls                 | Nuls                | Nuls        | Nuls        | 149          | 1,12         | 258         | 2,25        |
| Exprimés             | Exprimés            | Exprimés    | Exprimés    | 12 810       | 96,42        | 10 270      | 89,51       |
| * conseiller sortant |                     |             |             |              |              |             |             |

### Canton de L'Arbresle
| Candidats            | Candidats                      | Partis      | Partis      | Premier tour | Premier tour | Second tour | Second tour |
| Candidats            | Candidats                      | Partis      | Partis      | Voix         | %            | Voix        | %           |
| -------------------- | ------------------------------ | ----------- | ----------- | ------------ | ------------ | ----------- | ----------- |
| 1                    | Daniel Prud'homme              |             | FN          | 3 083        | 24,07        | 4 792       | 39,32       |
| 1                    | Laurence Remond-Spark          |             | FN          | 3 083        | 24,07        | 4 792       | 39,32       |
| 2                    | Bertrand Gonin                 |             | EÉLV        | 1 219        | 9,52         |             |             |
| 2                    | Marie-Claude Guyotot           |             | DVG         | 1 219        | 9,52         |             |             |
| 3                    | Laurence Bossy                 |             | UMP         | 2 651        | 20,69        |             |             |
| 3                    | Pierre Varliette               |             | UMP         | 2 651        | 20,69        |             |             |
| 4                    | Marie-Charles Jeanne           |             | UDI         | 2 334        | 18,22        |             |             |
| 4                    | Bruno Subtil                   |             | UDI         | 2 334        | 18,22        |             |             |
| 5                    | Marc-Étienne Bouvier           |             | DLF         | 390          | 3,04         |             |             |
| 5                    | Marie-Eléonore Le Mesre de Pas |             | DLF         | 390          | 3,04         |             |             |
| 6                    | Bernard Chaverot*              |             | PRG         | 3 134        | 24,46        | 7 395       | 60,68       |
| 6                    | Sheila Mc Carron               |             | PS          | 3 134        | 24,46        | 7 395       | 60,68       |
|                      |                                |             |             |              |              |             |             |
| Inscrits             | Inscrits                       | Inscrits    | Inscrits    | 26 091       | 100,00       | 26 091      | 100,00      |
| Abstentions          | Abstentions                    | Abstentions | Abstentions | 12 808       | 49,09        | 12 447      | 47,71       |
| Votants              | Votants                        | Votants     | Votants     | 13 283       | 50,91        | 13 644      | 52,29       |
| Blancs               | Blancs                         | Blancs      | Blancs      | 356          | 2,68         | 1 097       | 8,04        |
| Nuls                 | Nuls                           | Nuls        | Nuls        | 116          | 0,87         | 360         | 2,64        |
| Exprimés             | Exprimés                       | Exprimés    | Exprimés    | 12 811       | 96,45        | 12 187      | 89,32       |
| * conseiller sortant |                                |             |             |              |              |             |             |

### Canton de Belleville
| Candidats            | Candidats         | Partis      | Partis      | Premier tour | Premier tour | Second tour | Second tour |
| Candidats            | Candidats         | Partis      | Partis      | Voix         | %            | Voix        | %           |
| -------------------- | ----------------- | ----------- | ----------- | ------------ | ------------ | ----------- | ----------- |
| 1                    | André Jambon      |             | FG          | 1 865        | 16,99        |             |             |
| 1                    | Virginie Pays     |             | FG          | 1 865        | 16,99        |             |             |
| 2                    | Chantal Capaldini |             | FN          | 3 900        | 35,53        | 3 891       | 36,18       |
| 2                    | Benoît Lapeyrère  |             | FN          | 3 900        | 35,53        | 3 891       | 36,18       |
| 3                    | Bernard Fialaire* |             | UDI         | 5 211        | 47,48        | 6 865       | 63,82       |
| 3                    | Évelyne Geoffray  |             | UDI         | 5 211        | 47,48        | 6 865       | 63,82       |
|                      |                   |             |             |              |              |             |             |
| Inscrits             | Inscrits          | Inscrits    | Inscrits    | 23 357       | 100,00       | 23 351      | 100,00      |
| Abstentions          | Abstentions       | Abstentions | Abstentions | 11 869       | 50,82        | 11 811      | 50,58       |
| Votants              | Votants           | Votants     | Votants     | 11 488       | 49,18        | 11 540      | 49,42       |
| Blancs               | Blancs            | Blancs      | Blancs      | 376          | 3,27         | 576         | 4,99        |
| Nuls                 | Nuls              | Nuls        | Nuls        | 136          | 1,18         | 208         | 1,80        |
| Exprimés             | Exprimés          | Exprimés    | Exprimés    | 10 976       | 95,54        | 10 756      | 93,21       |
| * conseiller sortant |                   |             |             |              |              |             |             |

### Canton du Bois-d'Oingt
| Candidats   | Candidats                    | Partis      | Partis      | Premier tour | Premier tour | Second tour | Second tour |
| Candidats   | Candidats                    | Partis      | Partis      | Voix         | %            | Voix        | %           |
| ----------- | ---------------------------- | ----------- | ----------- | ------------ | ------------ | ----------- | ----------- |
| 1           | Antoine Duperray             |             | UMP         | 2 895        | 27,87        | 6 277       | 67,98       |
| 1           | Martine Publié               |             | UMP         | 2 895        | 27,87        | 6 277       | 67,98       |
| 2           | Nathalie Janin               |             | DVG         | 1 506        | 14,50        |             |             |
| 2           | Jean-Henri Soumireu-Lartigue |             | PS          | 1 506        | 14,50        |             |             |
| 3           | Corinne Gouttenoir           |             | FN          | 2 601        | 25,04        | 2 957       | 32,02       |
| 3           | Michel Sokoloff              |             | FN          | 2 601        | 25,04        | 2 957       | 32,02       |
| 4           | Christiane Echallier         |             | DVD         | 2 244        | 21,60        |             |             |
| 4           | Jean-Yves Trincat            |             | UDI         | 2 244        | 21,60        |             |             |
| 5           | Marion Goimard-Kapp          |             | EÉLV        | 1 143        | 11,00        |             |             |
| 5           | Pascal Terrier               |             | EÉLV        | 1 143        | 11,00        |             |             |
|             |                              |             |             |              |              |             |             |
| Inscrits    | Inscrits                     | Inscrits    | Inscrits    | 20 556       | 100,00       | 20 555      | 100,00      |
| Abstentions | Abstentions                  | Abstentions | Abstentions | 9 773        | 47,54        | 10 019      | 48,74       |
| Votants     | Votants                      | Votants     | Votants     | 10 783       | 52,46        | 10 536      | 51,26       |
| Blancs      | Blancs                       | Blancs      | Blancs      | 291          | 2,70         | 958         | 9,09        |
| Nuls        | Nuls                         | Nuls        | Nuls        | 103          | 0,96         | 344         | 3,26        |
| Exprimés    | Exprimés                     | Exprimés    | Exprimés    | 10 389       | 96,35        | 9 234       | 87,64       |

### Canton de Brignais
| Candidats            | Candidats                    | Partis      | Partis      | Premier tour | Premier tour | Second tour | Second tour |
| Candidats            | Candidats                    | Partis      | Partis      | Voix         | %            | Voix        | %           |
| -------------------- | ---------------------------- | ----------- | ----------- | ------------ | ------------ | ----------- | ----------- |
| 1                    | Victor Fornito               |             | EÉLV        | 1 292        | 10,11        |             |             |
| 1                    | Hélène Troncin               |             | FG          | 1 292        | 10,11        |             |             |
| 2                    | David Grimont                |             | FN          | 3 031        | 23,71        | 3 449       | 29,71       |
| 2                    | Nathalie Maréchal            |             | FN          | 3 031        | 23,71        | 3 449       | 29,71       |
| 3                    | Lionel Catrain               |             | PS          | 2 462        | 19,26        |             |             |
| 3                    | Marie-José Vuillermet-Cortot |             | PS          | 2 462        | 19,26        |             |             |
| 4                    | Christiane Agarrat           |             | UMP         | 4 005        | 31,33        | 8 160       | 70,29       |
| 4                    | Christophe Guilloteau*       |             | UMP         | 4 005        | 31,33        | 8 160       | 70,29       |
| 5                    | Éliane Bertin                |             | DVD         | 1 430        | 11,19        |             |             |
| 5                    | Didier Dupied                |             | DVD         | 1 430        | 11,19        |             |             |
| 6                    | Gerbert Rambaud              |             | DLF         | 562          | 4,40         |             |             |
| 6                    | Anny Thizy                   |             | DLF         | 562          | 4,40         |             |             |
|                      |                              |             |             |              |              |             |             |
| Inscrits             | Inscrits                     | Inscrits    | Inscrits    | 27 844       | 100,00       | 27 847      | 100,00      |
| Abstentions          | Abstentions                  | Abstentions | Abstentions | 14 720       | 52,87        | 14 805      | 53,17       |
| Votants              | Votants                      | Votants     | Votants     | 13 124       | 47,13        | 13 042      | 46,83       |
| Blancs               | Blancs                       | Blancs      | Blancs      | 248          | 1,89         | 1 074       | 8,23        |
| Nuls                 | Nuls                         | Nuls        | Nuls        | 94           | 0,72         | 359         | 2,75        |
| Exprimés             | Exprimés                     | Exprimés    | Exprimés    | 12 782       | 97,39        | 11 609      | 89,01       |
| * conseiller sortant |                              |             |             |              |              |             |             |

### Canton de Genas
| Candidats            | Candidats            | Partis      | Partis      | Premier tour | Premier tour | Second tour | Second tour |
| Candidats            | Candidats            | Partis      | Partis      | Voix         | %            | Voix        | %           |
| -------------------- | -------------------- | ----------- | ----------- | ------------ | ------------ | ----------- | ----------- |
| 1                    | Monique Goliasse     |             | DVG         | 2 867        | 21,44        |             |             |
| 1                    | Raffi Nakas          |             | PS          | 2 867        | 21,44        |             |             |
| 2                    | Christiane Guicherd* |             | UMP         | 5 687        | 42,53        | 8 182       | 63,08       |
| 2                    | Daniel Valéro        |             | UMP         | 5 687        | 42,53        | 8 182       | 63,08       |
| 3                    | Gérard Andrieux      |             | MPF         | 4 818        | 36,03        | 4 788       | 36,92       |
| 3                    | Christelle Pinti     |             | FN          | 4 818        | 36,03        | 4 788       | 36,92       |
|                      |                      |             |             |              |              |             |             |
| Inscrits             | Inscrits             | Inscrits    | Inscrits    | 29 929       | 100,00       | 29 929      | 100,00      |
| Abstentions          | Abstentions          | Abstentions | Abstentions | 16 045       | 53,61        | 16 052      | 53,63       |
| Votants              | Votants              | Votants     | Votants     | 13 884       | 46,39        | 13 877      | 46,37       |
| Blancs               | Blancs               | Blancs      | Blancs      | 378          | 2,72         | 664         | 4,78        |
| Nuls                 | Nuls                 | Nuls        | Nuls        | 134          | 0,97         | 243         | 1,75        |
| Exprimés             | Exprimés             | Exprimés    | Exprimés    | 13 372       | 96,31        | 12 970      | 93,46       |
| * conseiller sortant |                      |             |             |              |              |             |             |

### Canton de Gleizé
| Candidats            | Candidats                  | Partis      | Partis      | Premier tour | Premier tour | Second tour | Second tour |
| Candidats            | Candidats                  | Partis      | Partis      | Voix         | %            | Voix        | %           |
| -------------------- | -------------------------- | ----------- | ----------- | ------------ | ------------ | ----------- | ----------- |
| 1                    | Alain Gay                  |             | FG          | 1 440        | 14,11        |             |             |
| 1                    | Saliha Mezghiche           |             | DVG         | 1 440        | 14,11        |             |             |
| 2                    | Sylvie Épinat              |             | UMP         | 3 319        | 32,52        | 6 052       | 59,93       |
| 2                    | Michel Thien*              |             | UMP         | 3 319        | 32,52        | 6 052       | 59,93       |
| 3                    | Nathalie Petrozzi-Bedanian |             | DVD         | 1 829        | 17,92        |             |             |
| 3                    | Michel Romanet-Chancrin    |             | UDI         | 1 829        | 17,92        |             |             |
| 4                    | Jean-Pierre Barbier        |             | FN          | 3 618        | 35,45        | 4 047       | 40,07       |
| 4                    | Sylvie Robert              |             | FN          | 3 618        | 35,45        | 4 047       | 40,07       |
|                      |                            |             |             |              |              |             |             |
| Inscrits             | Inscrits                   | Inscrits    | Inscrits    | 22 550       | 100,00       | 22 550      | 100,00      |
| Abstentions          | Abstentions                | Abstentions | Abstentions | 11 932       | 52,91        | 11 598      | 51,43       |
| Votants              | Votants                    | Votants     | Votants     | 10 618       | 47,09        | 10 952      | 48,57       |
| Blancs               | Blancs                     | Blancs      | Blancs      | 292          | 2,75         | 651         | 5,94        |
| Nuls                 | Nuls                       | Nuls        | Nuls        | 120          | 1,13         | 202         | 1,84        |
| Exprimés             | Exprimés                   | Exprimés    | Exprimés    | 10 206       | 96,12        | 10 099      | 92,21       |
| * conseiller sortant |                            |             |             |              |              |             |             |

### Canton de Mornant
| Candidats            | Candidats                  | Partis      | Partis      | Premier tour | Premier tour | Second tour | Second tour |
| Candidats            | Candidats                  | Partis      | Partis      | Voix         | %            | Voix        | %           |
| -------------------- | -------------------------- | ----------- | ----------- | ------------ | ------------ | ----------- | ----------- |
| 1                    | Hervé Cuilleron            |             | EÉLV        | 1 745        | 12,05        |             |             |
| 1                    | Anne-Marie Sanchez         |             | DVG         | 1 745        | 12,05        |             |             |
| 2                    | Émilie Fernandes-Ramalho   |             | FN          | 3 591        | 24,80        | 3 877       | 30,56       |
| 2                    | Alain Zeender              |             | FN          | 3 591        | 24,80        | 3 877       | 30,56       |
| 3                    | Christiane Jury            |             | UMP         | 4 250        | 29,35        | 8 810       | 69,44       |
| 3                    | Renaud Pfeffer             |             | UMP         | 4 250        | 29,35        | 8 810       | 69,44       |
| 4                    | Yves Gougne                |             | UDI         | 2 416        | 16,69        |             |             |
| 4                    | Bernadette Veza Combarmond |             | UDI         | 2 416        | 16,69        |             |             |
| 5                    | Bernard Catelon*           |             | PS          | 2 477        | 17,11        |             |             |
| 5                    | Catherine Lamena           |             | DVG         | 2 477        | 17,11        |             |             |
|                      |                            |             |             |              |              |             |             |
| Inscrits             | Inscrits                   | Inscrits    | Inscrits    | 28 718       | 100,00       | 28 718      | 100,00      |
| Abstentions          | Abstentions                | Abstentions | Abstentions | 13 821       | 48,13        | 14 220      | 49,52       |
| Votants              | Votants                    | Votants     | Votants     | 14 897       | 51,87        | 14 498      | 50,48       |
| Blancs               | Blancs                     | Blancs      | Blancs      | 308          | 2,07         | 1 438       | 9,92        |
| Nuls                 | Nuls                       | Nuls        | Nuls        | 110          | 0,74         | 373         | 2,57        |
| Exprimés             | Exprimés                   | Exprimés    | Exprimés    | 14 479       | 97,19        | 12 687      | 87,51       |
| * conseiller sortant |                            |             |             |              |              |             |             |

### Canton de Saint-Symphorien-d'Ozon
| Candidats   | Candidats            | Partis      | Partis      | Premier tour | Premier tour | Second tour | Second tour |
| Candidats   | Candidats            | Partis      | Partis      | Voix         | %            | Voix        | %           |
| ----------- | -------------------- | ----------- | ----------- | ------------ | ------------ | ----------- | ----------- |
| 1           | Danièle Blondeau     |             | DVG         | 2 266        | 17,87        |             |             |
| 1           | Nicolas Vervliet     |             | PS          | 2 266        | 17,87        |             |             |
| 2           | Laurent Guichard     |             | FN          | 3 650        | 28,78        | 4 202       | 35,42       |
| 2           | Marie Zammit         |             | FN          | 3 650        | 28,78        | 4 202       | 35,42       |
| 3           | Marie-Claude Gaillot |             | DVD         | 1 967        | 15,51        |             |             |
| 3           | Jean-Louis Gergaud   |             | DVD         | 1 967        | 15,51        |             |             |
| 4           | Jean-Jacques Brun    |             | UMP         | 3 503        | 27,62        | 7 661       | 64,58       |
| 4           | Mireille Simian      |             | UMP         | 3 503        | 27,62        | 7 661       | 64,58       |
| 5           | Pascale Bauer        |             | EÉLV        | 1 296        | 10,22        |             |             |
| 5           | Gilles Gallo         |             | EÉLV        | 1 296        | 10,22        |             |             |
|             |                      |             |             |              |              |             |             |
| Inscrits    | Inscrits             | Inscrits    | Inscrits    | 27 053       | 100,00       | 27 053      | 100,00      |
| Abstentions | Abstentions          | Abstentions | Abstentions | 13 926       | 51,48        | 13 857      | 51,22       |
| Votants     | Votants              | Votants     | Votants     | 13 127       | 48,52        | 13 196      | 48,78       |
| Blancs      | Blancs               | Blancs      | Blancs      | 334          | 2,54         | 989         | 7,49        |
| Nuls        | Nuls                 | Nuls        | Nuls        | 111          | 0,85         | 344         | 2,61        |
| Exprimés    | Exprimés             | Exprimés    | Exprimés    | 12 682       | 96,61        | 11 863      | 89,90       |

### Canton de Tarare
| Candidats   | Candidats            | Partis      | Partis      | Premier tour | Premier tour | Second tour | Second tour |
| Candidats   | Candidats            | Partis      | Partis      | Voix         | %            | Voix        | %           |
| ----------- | -------------------- | ----------- | ----------- | ------------ | ------------ | ----------- | ----------- |
| 1           | Charles Bernard      |             | PS          | 1 252        | 14,14        |             |             |
| 1           | Michèle Edery        |             | PRG         | 1 252        | 14,14        |             |             |
| 2           | Nadia Gorbatko       |             | DVG         | 945          | 10,67        |             |             |
| 2           | Jean-Yves Sauce      |             | EÉLV        | 945          | 10,67        |             |             |
| 3           | Jean-Marc Chevillard |             | SIEL        | 2 792        | 31,53        | 2 986       | 37,49       |
| 3           | Isabelle Coquard     |             | FN          | 2 792        | 31,53        | 2 986       | 37,49       |
| 4           | Annick Guinot        |             | DVD         | 3 867        | 43,67        | 5 456       | 62,51       |
| 4           | Bruno Peylachon      |             | UMP         | 3 867        | 43,67        | 5 456       | 62,51       |
|             |                      |             |             |              |              |             |             |
| Inscrits    | Inscrits             | Inscrits    | Inscrits    | 19 542       | 100,00       | 19 539      | 100,00      |
| Abstentions | Abstentions          | Abstentions | Abstentions | 10 255       | 52,48        | 10 280      | 52,61       |
| Votants     | Votants              | Votants     | Votants     | 9 287        | 47,52        | 9 259       | 47,39       |
| Blancs      | Blancs               | Blancs      | Blancs      | 290          | 3,12         | 587         | 6,34        |
| Nuls        | Nuls                 | Nuls        | Nuls        | 141          | 1,52         | 230         | 2,48        |
| Exprimés    | Exprimés             | Exprimés    | Exprimés    | 8 856        | 95,36        | 8 442       | 91,18       |

### Canton de Thizy-les-Bourgs
| Candidats   | Candidats       | Partis      | Partis      | Premier tour | Premier tour | Second tour | Second tour |
| Candidats   | Candidats       | Partis      | Partis      | Voix         | %            | Voix        | %           |
| ----------- | --------------- | ----------- | ----------- | ------------ | ------------ | ----------- | ----------- |
| 1           | Brigitte Michat |             | FN          | 3 301        | 33,32        | 3 557       | 37,83       |
| 1           | Serge Voyant    |             | FN          | 3 301        | 33,32        | 3 557       | 37,83       |
| 2           | Emmanuel Girard |             | DVG         | 1 292        | 13,04        |             |             |
| 2           | Anne Reymbaut   |             | DVG         | 1 292        | 13,04        |             |             |
| 3           | Gisèle Bissay   |             | FG          | 804          | 8,12         |             |             |
| 3           | Laurent Moreno  |             | FG          | 804          | 8,12         |             |             |
| 4           | Colette Darphin |             | UDI         | 4 510        | 45,52        | 5 845       | 62,17       |
| 4           | Didier Fournel  |             | UMP         | 4 510        | 45,52        | 5 845       | 62,17       |
|             |                 |             |             |              |              |             |             |
| Inscrits    | Inscrits        | Inscrits    | Inscrits    | 19 582       | 100,00       | 19 575      | 100,00      |
| Abstentions | Abstentions     | Abstentions | Abstentions | 9 060        | 46,27        | 9 215       | 47,08       |
| Votants     | Votants         | Votants     | Votants     | 10 522       | 53,73        | 10 360      | 52,92       |
| Blancs      | Blancs          | Blancs      | Blancs      | 385          | 3,66         | 673         | 6,50        |
| Nuls        | Nuls            | Nuls        | Nuls        | 230          | 2,19         | 285         | 2,75        |
| Exprimés    | Exprimés        | Exprimés    | Exprimés    | 9 907        | 94,16        | 9 402       | 90,75       |

### Canton de Vaugneray
| Candidats   | Candidats           | Partis      | Partis      | Premier tour | Premier tour | Second tour | Second tour |
| Candidats   | Candidats           | Partis      | Partis      | Voix         | %            | Voix        | %           |
| ----------- | ------------------- | ----------- | ----------- | ------------ | ------------ | ----------- | ----------- |
| 1           | Sophie Cruz         |             | UMP         | 2 565        | 22,49        |             |             |
| 1           | Laurent Ville       |             | UMP         | 2 565        | 22,49        |             |             |
| 2           | Sylvain Costet      |             | EÉLV        | 1 087        | 9,53         |             |             |
| 2           | Laurence Jasserand  |             | EÉLV        | 1 087        | 9,53         |             |             |
| 3           | Jacques Confort     |             | FN          | 2 723        | 23,88        | 3 025       | 26,57       |
| 3           | Agnès Marion        |             | FN          | 2 723        | 23,88        | 3 025       | 26,57       |
| 4           | Jean-Jacques Moreau |             | PS          | 1 045        | 9,16         |             |             |
| 4           | Agnès Nelias        |             | PS          | 1 045        | 9,16         |             |             |
| 5           | Claude Goy          |             | UDI         | 3 983        | 34,93        | 8 362       | 73,43       |
| 5           | Daniel Jullien      |             | UDI         | 3 983        | 34,93        | 8 362       | 73,43       |
|             |                     |             |             |              |              |             |             |
| Inscrits    | Inscrits            | Inscrits    | Inscrits    | 22 671       | 100,00       | 22 670      | 100,00      |
| Abstentions | Abstentions         | Abstentions | Abstentions | 10 946       | 48,28        | 10 767      | 17,49       |
| Votants     | Votants             | Votants     | Votants     | 11 725       | 51,72        | 11 903      | 52,51       |
| Blancs      | Blancs              | Blancs      | Blancs      | 243          | 2,07         | 398         | 3,34        |
| Nuls        | Nuls                | Nuls        | Nuls        | 79           | 0,67         | 118         | 0,99        |
| Exprimés    | Exprimés            | Exprimés    | Exprimés    | 11 403       | 97,25        | 11 387      | 95,66       |

### Canton de Villefranche-sur-Saône
| Candidats   | Candidats           | Partis      | Partis      | Premier tour | Premier tour | Second tour | Second tour |
| Candidats   | Candidats           | Partis      | Partis      | Voix         | %            | Voix        | %           |
| ----------- | ------------------- | ----------- | ----------- | ------------ | ------------ | ----------- | ----------- |
| 1           | Béatrice Berthoux   |             | UMP         | 1 964        | 26,76        | 4 731       | 64,04       |
| 1           | Thomas Ravier       |             | UDI         | 1 964        | 26,76        | 4 731       | 64,04       |
| 2           | Christiane Dutreive |             | DVD         | 1 514        | 20,63        |             |             |
| 2           | Pascal Ronzière     |             | DVD         | 1 514        | 20,63        |             |             |
| 3           | Céline Bargone      |             | DVG         | 1 037        | 14,13        |             |             |
| 3           | Frédéric Vray       |             | PS          | 1 037        | 14,13        |             |             |
| 4           | Nicole Hugon        |             | FN          | 2 042        | 27,82        | 2 656       | 35,96       |
| 4           | Florian Oriol       |             | FN          | 2 042        | 27,82        | 2 656       | 35,96       |
| 5           | Danielle Lebail     |             | FG          | 783          | 10,67        |             |             |
| 5           | Thibault Raffanel   |             | FG          | 783          | 10,67        |             |             |
|             |                     |             |             |              |              |             |             |
| Inscrits    | Inscrits            | Inscrits    | Inscrits    | 18 758       | 100,00       | 18 758      | 100,00      |
| Abstentions | Abstentions         | Abstentions | Abstentions | 11 197       | 59,69        | 10 781      | 57,47       |
| Votants     | Votants             | Votants     | Votants     | 7 561        | 40,31        | 7 977       | 42,53       |
| Blancs      | Blancs              | Blancs      | Blancs      | 132          | 1,75         | 405         | 5,08        |
| Nuls        | Nuls                | Nuls        | Nuls        | 89           | 1,18         | 185         | 2,32        |
| Exprimés    | Exprimés            | Exprimés    | Exprimés    | 7 340        | 97,08        | 7 387       | 92,60       |